# Sa'ed Atshan
Sa'ed Atshan (em árabe: سائد عطشان; Estados Unidos, 1984) é um antropólogo palestino-americano e professor no Swarthmore College, nas proximidades da Filadélfia, Pensilvânia.

## Infância e educação
Atshan é um palestino-americano. Nasceu nos Estados Unidos e se identifica como quacre. Cresceu na Cisjordânia, onde frequentou a Escola de Amigos de Ramala, uma escola administradas por quacres americanos com alunos do jardim de infância ao último ano da educação formal ou obrigatória, na Cisjordânia ocupada, assim como várias gerações de sua família. Estava no ensino médio durante a Segunda Intifada. Em 2002, Atshan mudou-se para os Estados Unidos para cursar a faculdade no Swarthmore College, graduando-se com Bacharelado em Artes em 2006. Em seguida, concluiu estudos de pós-graduação em várias áreas na Universidade Harvard, onde obteve um mestrado em Políticas Públicas pela Harvard Kennedy School em 2008, um mestrado em antropologia cultural em 2010 e um doutorado conjunto em antropologia e estudos do Oriente Médio com especialização em antropologia da saúde sob a orientação do psiquiatra Arthur Kleinman em 2013. Concluiu a pesquisa de pós-doutorado como bolsista do Instituto Watson para Assuntos Internacionais na Universidade Brown.

## Ativismo
No final da década de 2000, Atshan começou a trabalhar como voluntário na Escola de Amigos de Ramala como orientador universitário e mentor para alunos do último ano. Foi mentor de Kinnan Abdalhamid e Hisham Awartani, dois estudantes de 20 anos de ascendência palestina baleados e feridos em Burlington, Vermont em 25 de novembro de 2023.
Em 2017, uma palestra planejada por Atshan na Escola Central dos Amigos, uma escola quacre em Wynnewood, Pensilvânia, foi cancelada depois que alguns pais reclamaram que Atshan apoiava o movimento movimento (BDS). No entanto, até 2018, Atshan nunca foi um membro ativo do movimento BDS. Dois professores da escola, que convidaram Atshan em nome do clube Paz e Igualdade na Palestina da escola, foram suspensos. Embora a escola tenha posteriormente renovado o convite para a palestra, Atshan recusou, dizendo que não falaria na escola até que os professores suspensos fossem reintegrados.
Em 2018, a palestra de Atshan no Museu Judaico de Berlim foi cancelada depois que comentários de 2014 vieram à tona, nos quais ele chamava Israel de um Estado de apartheid. A palestra planejada por Atshan tinha como título “Sobre ser Queer e Palestino em Jerusalém Oriental”, como parte da exposição do museu sobre Jerusalém. A palestra acabou ocorrendo e organizada pelo Instituto de Investigação Cultural (ICI) de Berlim.

## Carreira
Atshan é atualmente professor associado de estudos para a paz e conflitos e antropologia, além de presidente do Departamento de Estudos para a Paz e Conflitos do Swarthmore College, uma faculdade particular de artes liberais historicamente quacre localizada perto da Filadélfia.
Atshan foi contratado pela Universidade Emory em 2021 e tornou-se professor titular em janeiro de 2022, tornando-se o primeiro professor palestino titular da universidade.
Durante o ano letivo de 2020–2021, Atshan foi professor assistente visitante de antropologia e pesquisador sênior em Estudos do Oriente Médio na Universidade da Califórnia em Berkeley.

## Reconhecimento
Em 2020, Atshan foi nomeado um dos “40 Under 40” da Fundação Árabe-Americana.
Atshan também recebeu prêmios como “The Paul & Daisy Soros Fellowships for New Americans”, o “Young Global Leader Award” do Conselho para os Estados Unidos e Itália, o “Kathryn Davis Fellowship for Peace”, e admitido no Martin Luther King Jr Collegium of Scholars no Morehouse College.

## Vida pessoal
Atshan é quacre e pacifista; ele também é gay.

## Obras
- Atshan, Sa'ed (2020). Queer Palestine and the Empire of Critique (em inglês). [S.l.]: Stanford University Press. ISBN 978-1-5036-1240-2[18][19][20][21][22][23]
- Atshan, Sa'ed; Galor, Katharina (2020). The Moral Triangle: Germans, Israelis, Palestinians (em inglês). [S.l.]: Duke University Press. ISBN 978-1-4780-0785-2[24][25][26][27]
  - Atshan, Sa’ed; Galor, Katharina (2021). Israelis, Palästinenser und Deutsche in Berlin (em alemão). [S.l.]: De Gruyter. ISBN 978-3-11-072993-1[28]
- Atshan, Saʼed; Galor, Katharina; Stuckrad, Kocku von (2021). Israelis, Palästinenser und Deutsche in Berlin: Geschichten einer komplexen Beziehung(1 ed.). Boston: De Gruyter. ISBN 978-3-11-073439-3
- Atshan, Sa'ed; Galor, Katharina, eds. (2022). Reel gender: Palestinian and Israeli cinema. Nova Iorque: Bloomsbury Academic. ISBN 978-1-5013-9421-8
- Paradoxes of Humanitarianism: The Social Life of Aid in the Palestinian Territories (futuro)